# فيلافرانكا تيرينا
فيلافرانكا تيرينا (بالإيطالية: Villafranca Tirrena)‏ هي بلدية في مقاطعة ميسينا في صقلية الإيطالية.

## السكان
في سنة 1861 بلغ عدد السكان 2٬787 نسمة، وتطور العدد ليصل في سنة 2011 لـ 8٬748 نسمة.
يظهر هذا المخطط البياني تطور النمو السكاني لـ فيلافرانكا تيرينا